# Evangelische Gemeinschaftsschule Erfurt
Die Evangelische Gemeinschaftsschule ist eine von zwei in kirchlicher Trägerschaft bestehende Gemeinschaftsschule in Erfurt.

## Geschichte
2011 wurde die Evangelische Regelschule Erfurt vom Land Thüringen als Ersatzschule genehmigt.
Zum Schuljahresbeginn 2014/15 wurde die Evangelische Regelschule im Rahmen des Schulentwicklungsprozesses im Freistaat Thüringen und aufgrund der starken Elternnachfrage in der Landeshauptstadt nach dem Modell der Thüringer Gemeinschaftsschule umgewandelt und staatlich genehmigt.
Im März 2017 erfolgte die staatliche Anerkennung. Sie führt seitdem den Namen Evangelische Gemeinschaftsschule Erfurt (EGE) – 1. Erfurtplanschule.
Im Schuljahr 2019/20 wurden erstmals die Dreizügigkeit durch drei neue 5. Klassen erreicht. Ende des Schuljahres wurde nach fünf Jahren Schulleiter Alexander Dorst verabschiedet.
Im Schuljahr 2021/22 wurde eine Grundschule mit zwei Stammgruppen mit je 24 Kindern im selben Gebäude unter Leitung von Daniela Neblung etabliert. Das Konzept soll in folgenden Jahren fortgeführt werden.
Am 10. Januar 2022  wurde das Gebäude von der Stadt Erfurt an die Evangelische Schulstiftung übergeben und so ein Grundstein für die angestrebte Sanierung, Neubauten und Neugestaltung des gesamten Schulcampus gelegt.

## Schulprofil
Das pädagogische Konzept wurde von der Schulleitung, den Pädagogen der Schule und der Schulträgerin der Evangelischen Schulstiftung in Mitteldeutschland gemeinsam weiterentwickelt.

## Freunde und Förderer
- Förderverein der Evangelischen Gemeinschaftsschule Erfurt e.V.[6]
- Evangelische Schulstiftung in der EKD

## Partnerschulen
- Evangelische Grundschule Sömmerda
- Evangelische Grundschule Erfurt
- Evangelisches Ratsgymnasium Erfurt[7]

## Kooperationen
- ThULB
- Universität Erfurt
- Friedrich-Schiller-Universität Jena
- Erfurt Bildungszentrum (ebz)
- BiZ
- Projekt BOx LKJ Thüringen e.V.[8]

## Schulleiter
- 2011–2015: Rosemarie Lühmann
- 2015–2020: Alexander Dorst
- 2020–Januar 2021: Julia Passarge
- Seit Januar 2021: Thomas Reuß[2]